# Peetu Piiroinen
Peetu Piiroinen (* 15. Februar 1988 in Hyvinkää) ist ein ehemaliger finnischer Freestyle-Snowboarder.

## Werdegang
Seit 1997 fährt Piiroinen Snowboard. Im Februar 2003 startete er bei den FIS-Juniorenweltmeisterschaften erstmals international. In jener Saison war er auch zum ersten Mal für den Weltcup nominiert, ging aber nicht an den Start. Während er im Winter 2003/2004 keine größeren Erfolge erreichen konnte, war die darauf folgende Saison 2004/05 für Piiroinen erfolgreich. Es gelang ihm, den Weltcup am Kreischberg im Big Air als Zweiter auf dem Podium zu beenden und zudem das Europäische Olympische Winter-Jugendfestival in seiner zweiten Disziplin Halfpipe zu gewinnen. In der Saison 2005/06 wurde Piiroinen finnischer Meister, konnte bei den FIS-Wettkämpfen des Weltcups  2005/06 aber keinen Sieg erringen. In dieser Saison nahm erstmals an einem TTR-Wettbewerb teil, dem Burton European Open, und gewann einen Wettkampf im Slopestyle. Bei den Snowboard-Juniorenweltmeisterschaften 2006 gewann er die Bronzemedaille in der Halfpipe. In der Weltcupsaison 2006/07 holte er in Graz ersten Sieg. Dies konnte er noch zweimal wiederholen, sodass er am Ende der Saison zwei Weltcupsiege im Big Air und einen in der Halfpipe zu Buche stehen hatte. In dieser Saison wurde er außerdem Sieger im Big-Air-Weltcup und Dritter im Gesamtweltcup. Im Januar 2007 wurde er bei den Burton European Open Vierter in der Halfpipe und belegte bei den Snowboard-Weltmeisterschaften 2007 den 37. Platz im Halfpipe-Wettbewerb und den sechsten Rang im Big Air.
Obwohl Piiroinen in der folgenden Saison nur bei insgesamt vier Weltcuprennen startete, erreichte er einen Weltcuperfolg im Big Air und einen dritten Platz in der Halfpipe. Bei der TTR-Tour siegte er beim  Rock the Spot in Bardonecchia. Beim O’Neill Evolution in Davos in der Quarterpipe, bei den Burton European Open in Laax in der Halfpipe, beim Air & Style in Innsbruck in der Quarterpipe, bei The Oakley Arctic Challenge in Oslo in der Quarterpipe und beim Chevrolet Grand Prix in Killington im Slopestyle und im Halfpipe-Wettbewerb wurde er jeweils Dritter. Zum Saisonende erreichte er damit den dritten Platz in der Gesamtwertung der World Snowboard Tour. In den Weltcup 2008/09 startete er mit einem Sieg im ersten Big-Air-Wettbewerb und erreichte zum Saisonende den dritten Rang im Big-Air-Weltcup. Die TTR-Saison 2008/09 beendete er mit 940,57 Punkten erstmals als TTR-Worldtour Gesamtsieger. Dabei siegte er beim O’Neill Evolution in Davos in der Quarterpipe und belegte beim freestyle.ch in Zürich den dritten Rang im Big Air. Zudem wurde er im Big Air beim X-Trail Jam in Tokio, im Slopestyle bei den Burton European Open in Laax, beim Air & Style in Innsbruck und im Halfpipe-Wettbewerb bei den Burton US Open jeweils Zweiter. Im März 2009 wurde er finnischer Meister in der Halfpipe. Auch in der darauffolgenden Saison 2009/10 konnte Piiroinen bei der TTR-Tour den Titel gewinnen. Zum Saisonbeginn errang er im Big Air beim freestyle.berlin in Berlin und im Halfpipe-Wettbewerb beim Weltcup in Saas-Fee jeweils den dritten und beim Air & Style in Innsbruck den zweiten Platz. Nach Platz drei im Slopestyle und in der Halfpipe beim O’Neill Evolution in Davos im Januar 2010, siegte er bei den Burton European Open in Laax im Slopestyle und im Halfpipe-Wettbewerb. Im folgenden Monat gewann Piiroinen bei den Olympischen Winterspielen in Vancouver die Silbermedaille in der Halfpipe und siegte im Slopestyle bei The Oakley Arctic Challenge in Oslo.
Nach Platz drei im Big Air beim freestyle.ch in Zürich zu Beginn der Saison 2010/11, gewann Piiroinen die Burton European Open in der Halfpipe, im Slopestyle wurde er Zweiter. Ferner gewann er den Air & Style in München in der Disziplin Big Air und wurde Zweiter beim Air & Style in Innsbruck. Zum Saisonende gewann er zum dritten Mal in Folge die World Snowboard Tour. Im Januar 2012 holte er bei den Winter-X-Games 2012 in Aspen die Bronzemedaille im Slopestyle. Im folgenden Monat siegte er beim Air & Style in Innsbruck und errang den dritten Platz im Slopestyle bei den Burton European Open in Laax. Bei den Snowboard-Weltmeisterschaften 2012 in Oslo kam er auf den 33. Platz im Slopestyle und auf den zehnten Rang im Halfpipe-Wettbewerb. Die Saison beendete er auf dem vierten Platz in der Gesamtwertung der World Snowboard Tour. Zu Beginn der Saison 2012/13 belegte er beim Air & Style in Peking den zweiten Platz. Im Januar 2013 wurde er beim U.S. Snowboarding Grand Prix und Weltcup in Copper Mountain Dritter im Slopestyle und bei den Winter-X-Games 2013 Sechster im Slopestyle. Bei den Snowboard-Weltmeisterschaften 2013 in Stoneham kam er auf den 23. Platz im Slopestyle und auf den achten Rang im Halfpipe-Wettbewerb. Im März 2013 gewann er bei den Winter-X-Games-Europe 2013 in Tignes die Bronzemedaille im Slopestyle. Die Saison beendete er auf dem zweiten Platz in der Slopestylewertung und auf dem ersten Rang in der Gesamtwertung der World Snowboard Tour. Bei den Olympischen Winterspielen 2014 in Sotschi belegte er den siebten Platz im Slopestyle. Im März 2014 wurde er finnischer Meister in der Halfpipe. Nach Platz fünf beim Air & Style in Peking zu Beginn der Saison 2014/15, wurde er im Januar 2015 Zweiter beim Air & Style in Innsbruck und belegte bei den Winter-X-Games 2015 den neunten Rang im Slopestyle. Im folgenden Monat errang er den neunten Platz beim Air & Style in Los Angeles und erreichte den vierten Platz in der Air & Style-Gesamtwertung. Im folgenden Jahr wurde er bei den X-Games Oslo 2016 Siebter im Big Air. Bei den Snowboard-Weltmeisterschaften 2016 in Yabuli gewann er die Goldmedaille im Big-Air-Wettbewerb. Zudem errang er den 16. Platz im Slopestyle. In der Saison 2017/18 erreichte er mit drei Top-Zehn-Platzierungen den zehnten Platz im Freestyle-Weltcup. Bei den Olympischen Winterspielen 2018 in Pyeongchang belegte er den 18. Platz im Slopestyle, den 14. Rang im Big Air und den 12. Platz in der Halfpipe.
Peetus Bruder Petja Piiroinen geht ebenfalls im Weltcup an den Start.

## Erfolge
Saison 2004/05
- 2. Platz – Snowboard-Weltcup am Kreischberg, Big Air

Saison 2005/06
- 1. Platz – Burton European Open in Laax, Slopestyle
- 1. Platz – Finnische Meisterschaften in Sappee, Halfpipe
- 3. Platz – Snowboard-Juniorenweltmeisterschaften 2006 im Vivaldi Park, Halfpipe

Saison 2006/07
- 1. Platz – Snowboard-Weltcup in Graz, Big Air
- 1. Platz – Snowboard-Weltcup in Bardonecchia, Halfpipe
- 1. Platz – Snowboard-Weltcup in Moskau, Big Air
- 1. Platz – Big Air Weltcup
- 2. Platz – Snowboard-Weltcup in Stockholm, Big Air
- 2. Platz – Finnische Meisterschaften in Vuokatti, Halfpipe
- 3. Platz – Gesamtweltcup

Saison 2007/08
- 1. Platz – Snowboard-Weltcup in Rotterdam, Big Air
- 1. Platz – Fiat Freestyle Team – Rock the Spot in Bardonecchia, Halfpipe
- 3. Platz – O’Neill Evolution in Davos, Quarterpipe
- 3. Platz – Burton European Open in Laax, Halfpipe
- 3. Platz – Snowboard-Weltcup in Bardonecchia, Halfpipe
- 3. Platz – Air & Style in Innsbruck, Quarterpipe
- 3. Platz – The Oakley Arctic Challenge in Oslo, Quarterpipe
- 3. Platz – Chevrolet Grand Prix in Killington, Halfpipe
- 3. Platz – Chevrolet Grand Prix in Killington, Slopestyle
- 3. Platz – World Snowboard Tour Gesamtwertung

Saison 2008/09
- 1. Platz – Snowboard-Weltcup in London, Big Air
- 1. Platz – O’Neill Evolution in Davos, Quarterpipe
- 1. Platz – Finnische Meisterschaften in Ruka, Halfpipe
- 1. Platz – World Snowboard Tour Gesamtwertung
- 2. Platz – X-Trail Jam in Tokio, Big Air
- 2. Platz – Burton European Open in Laax, Slopestyle
- 2. Platz – Air & Style in Innsbruck, Quarterpipe
- 2. Platz – Burton US Open in Stratton Mountain, Halfpipe
- 3. Platz – freestyle.ch in Zürich, Big Air
- 3. Platz – Big Air Weltcup

Saison 2009/10
- 1. Platz – Burton European Open in Laax, Slopestyle
- 1. Platz – Burton European Open in Laax, Halfpipe
- 1. Platz – Oakley Arctic Challenge in Oslo, Slopestyle
- 1. Platz – World Snowboard Tour Gesamtwertung
- 2. Platz – Air & Style in Innsbruck, Big Air
- 2. Platz – Olympische Winterspiele 2010 in Vancouver, Halfpipe
- 3. Platz – freestyle.berlin in Berlin, Big Air
- 3. Platz – Snowboard-Weltcup in Saas-Fee, Halfpipe
- 3. Platz – O’Neill Evolution in Davos, Halfpipe
- 3. Platz – O’Neill Evolution in Davos, Slopestyle

Saison 2010/11
- 1. Platz – Burton European Open in Laax, Halfpipe
- 1. Platz – Air & Style in München, Big Air
- 1. Platz – World Snowboard Tour Gesamtwertung
- 2. Platz – Burton European Open in Laax, Slopestyle
- 2. Platz – Air & Style in Innsbruck, Big Air
- 3. Platz – freestyle.ch in Zürich, Big Air

Saison 2011/12
- 1. Platz – Air & Style in Innsbruck, Big Air
- 3. Platz – Winter-X-Games 2012 in Aspen, Slopestyle
- 3. Platz – Burton European Open in Laax, Slopestyle

Saison 2012/13
- 1. Platz – World Snowboard Tour Gesamtwertung
- 2. Platz – Air & Style in Peking, Big Air
- 3. Platz – U.S. Snowboarding Grand Prix und Snowboard-Weltcup in Copper Mountain, Slopestyle
- 3. Platz – Winter-X-Games-Europe 2013 in Tignes, Slopestyle
- 3. Platz – World Snowboard Tour Slopestylewertung

Saison 2013/14
- 1. Platz – Finnische Meisterschaften in Vuokatti, Halfpipe

Saison 2014/15
- 2. Platz – Air & Style in Innsbruck, Big Air

Saison 2015/16
- 1. Platz – Snowboard-Weltmeisterschaften 2016 in Yabuli, Big Air